# (1249) Rutherfordia
(1249) Rutherfordia és l'asteroide número 1249 situat en el cinturó principal. Va ser descobert per l'astrònom Karl Wilhelm Reinmuth des de l'observatori de Heidelberg, el 4 de novembre de 1932. La seva designació alternativa és 1932 VB. Està anomenat per la ciutat nord-americana de Rutherford.